# Факультет управління персоналом, соціології та психології КНЕУ
Факультет управління персоналом, соціології та психології — структурний підрозділ КНЕУ імені Вадима Гетьмана, один з факультетів університету.

## Історія
Створений відповідно до Ухвали Вченої ради університету від 25 вересня 2014 року на базі факультету управління персоналом та маркетингу. Розпочав діяльність з серпня 2015.
Підготовка бакалаврів і магістрів на факультеті здійснюється на денній і заочній формах з використанням інноваційних технологій навчання, які ґрунтуються на новітніх досягненнях наукової думки. Це дозволяє випускникам обіймати високі посади в бізнесі, займатися підприємницькою, науковою та викладацькою діяльністю. Також запроваджено дистанційну форму навчання на бакалаврському рівні.
Попри те, що факультет є молодим, підготовка фахівців факультету має багату історію та добрі традиції. Уперше підготовку за фахом «Економіка праці» розпочато 1961 на планово-економічному факультеті. Перший випуск відбувся 1965. Цього ж року ректорат ухвалив рішення про створення нового факультету: економіки праці та матеріально-технічного постачання. З 1965 на новоствореному факультеті почала функціонувати й нова кафедра: економіки праці та матеріально-технічного постачання, згодом на її базі було утворено кафедру наукової організації управління і праці. З 1975 підготовку фахівців з економіки праці було закріплено за кафедрою економіки праці.
У зв'язку із загостренням соціальних проблем, необхідністю посилення соціального розвитку підприємств було прийнято рішення поліпшити соціологічну підготовку фахівців з економіки праці. Тому було започатковано підготовку фахівців зі спеціальності «Економіка і соціологія праці», а підприємствам було рекомендовано створювати соціологічні служби. В університеті прийом абітурієнтів на цю спеціальність тривав з 1988 по 1991. Одночасно із запровадженням в Україні ступеневої освіти з 1992 розпочато підготовку фахівців за спеціальністю «Управління трудовими ресурсами». У 2003 спеціальність дістала нову назву: «Управління персоналом та економіка праці».
У зв'язку з необхідністю задоволення потреб економіки у фахівцях з соціології та психології у сфері економіки, а також посилення підготовки викладачів з економіки у 2014 в університеті на бакалаврському рівні започатковано підготовку за трьома напрямами: «Соціологія» (спеціалізація «Соціологія у сфері економіки»)", «Психологія» (спеціалізація «Економічна та соціальна психологія») та «Професійна освіта (Економіка)».
На базі факультету діє навчально-тренувальний центр, основною метою якого є підвищення конкурентоспроможності випускників на ринку праці через формування та розвиток соціально-психологічних, професійних і науково-дослідницьких компетенцій та сприяння прискоренню їх адаптації до професійної діяльності.
Факультет координує діяльність існуючого в університеті Центру зв'язків з роботодавцями «Перспектива» та сприяє пошуку роботи й працевлаштуванню випускників. На базі Центру студенти мають змогу пройти адаптаційні тренінги, взяти участь в Днях кар'єри та налагодити контакти з провідними українськими та міжнародними компаніями. На факультеті створено базу провідних підприємств, установ і організацій для проходження студентами практики й розвитку професійних компетенцій, створені сприятливі умови для наукової діяльності та участі студентів у міжнародних і науково-дослідницьких проектах.
На факультеті працює спеціалізована вчена рада із захисту дисертацій на здобуття наукових ступенів за спеціальністю «Демографія, економіка праці, соціальна економіка і політика».
Університет (факультет) є співзасновником наукових видань, зокрема: збірника «Соціально-трудові відносини» та журналу «Україна: аспекти праці». Викладачі факультету є членами провідних фахових видань у сфері управлінні персоналом, економіки праці, соціально-трудових відносин, соціології, психології. При кафедрі управління персоналом та економіки праці в 2010 створено Інститут соціально-трудових відносин, основною місією якого є виконання фундаментальних і прикладних науково-дослідних робіт з соціально-трудової проблематики.
Факультет плідно співпрацює з іноземними партнерами, зокрема, такими: Університет м. Констанц (Німеччина), Краківський університет економіки (Польща), Економічний університет у м. Катовіце (Польща), Економічний університет Познані (Польща), Зеленогурський університет (Польща), Московський державний університет ім. Ломоносова (Росія).
На кафедрах факультету понад 127 викладачів, зокрема, 17 докторів наук, 19 професорів, 68 кандидатів наук, 68 доцентів.

## Керівництво
- Декан: Цимбалюк Світлана Олексіївна, доктор економічних наук, професор.
- Заступник декана: Василик Алла Володимирівна

кандидат економічних наук, доцент .

## Кафедри факультету
- Кафедра політології та національної безпеки
- Кафедра управління персоналом та економіки праці
- Кафедра педагогіки та психології
- Кафедра філософії
- Кафедра соціології

## Форми навчання
- денна
- заочна
- дистанційна